# Ligne 6c (CFL)
Pour les articles homonymes, voir Ligne 6.
La ligne 6c Noertzange - Rumelange est une ligne de chemin de fer de 5,9 km reliant Noertzange à Rumelange.
Exploitée par la Compagnie des chemins de fer de l'Est en 1860, puis après 1872 par la Direction générale impériale des chemins de fer d'Alsace-Lorraine, par l'Administration des chemins de fer d'Alsace et de Lorraine après 1919, par la SNCF après 1938 puis par la Deutsche Reichsbahn après 1940, elle est exploitée depuis 1946 par la société nationale des chemins de fer luxembourgeois. 
La ligne a vu son extrémité sud amputée en deux temps, en 1980 et 1996.

## Histoire
Le 1er juin 1860, la Compagnie des chemins de fer de l'Est, exploitant des lignes de la Société royale grand-ducale des chemins de fer Guillaume-Luxembourg, ouvre à l'exploitation la ligne de Bettembourg à Rumelange et à lisière d'Ottange,. À la gare de Rumelange - Ottange, la ligne était connectée à la ligne de Boulange à Rumelange - Ottange, ligne ferroviaire française pénétrant en territoire luxembourgeois qui fonctionna de 1959 à 1970 et qui est aujourd'hui déferrée.
Le 1er mai 1884, c'est autour d'une branche de 1,81 km entre la gare de Rumelange et le site minier de Langenacker d'être mis en service,. Le 29 septembre suivant, c'est au tour de l'embranchement de 3,5 km vers Langengrund (lb) de voir le jour ; ce dernier constitue aujourd'hui la ligne 6d.
La ligne est électrifiée en intégralité en 1960 pour la desserte de Langenacker, et en 1961 pour la section Noertzange-Rumelange - Ottange.
Le desserte de Langenacker est supprimée le 29 septembre 1980 et le tronçon entre la gare de Rumelange et la gare de Rumelange - Ottange est fermé le 1er juin 1996 et déferré par la suite.
Mi-2010, la fermeture au trafic voyageurs de la ligne est envisagée par le gouvernement, une étude des CFL montrant qu'avec 75 voyageurs par jour elle serait peu rentable, en partie à cause de la concurrence directe du Régime général des transports routiers, qui permet de rejoindre la capitale sans correspondance contrairement au train ; les bourgmestres de Kayl et de Tétange ont alors fait part de leur vive opposition.

## Caractéristiques

### Tracé
Longue de 5,9 kilomètres, la ligne relie Noertzange à Rumelange. D'orientation nord-sud, elle est électrifiée en 25 kV – 50 Hz et est à voie unique et à écartement normal (1 435 mm).
Le tracé de la ligne, qui dessert le sud du Luxembourg est relativement plat, avec une pente maximale de 8 ‰. Cela se traduit notamment par l'absence de tunnels.

### Infrastructures

#### Signalisation
La ligne est équipée de la signalisation ferroviaire luxembourgeoise et du Système européen de contrôle des trains de niveau 1 (ETCS L1), ce dernier cohabite jusqu'au 31 décembre 2019 avec le Memor II+.

#### Gares
Outre la gare d'origine, de Noertzange, la ligne comporte trois gares ou haltes voyageurs : Kayl, Tétange et Rumelange. Une de ces gares a également des installations de « gare de formation » : Tétange.

#### Vitesses limites
La vitesse limite est de 75 km/h sur l'ensemble de la ligne.

## Trafic
La ligne est desservie par une ligne commerciale des CFL, la ligne Noertzange - Rumelange.
La desserte s'effectue dans la pratique par des trains Regionalbunn uniquement.
Des trains de marchandises empruntent la ligne, en particulier pour accéder à la ligne 6d.

## Projet
Dans le cadre du Plan national de mobilité 2035, il est entre-temps projeté de renforcer l'offre sur la ligne entre Rumelange et Noertzange en instaurant une cadence semi-horaire, permettant ainsi d'optimiser les correspondances à Noertzange. Une halte supplémentaire permettra de desservir le futur quartier Kayl-Nord. Dans une deuxième phase, si la demande sur l’antenne le justifiait, quelques trains pourraient être prolongés jusqu’à Luxembourg aux heures de pointe. Cela se ferait au détriment de sillons de fret entre Noertzange et Bettembourg et nécessiterait l’acquisition de trains supplémentaires.